# Puchar Świata w narciarstwie alpejskim mężczyzn 2018/2019
Puchar Świata w narciarstwie alpejskim mężczyzn 2018/2019 to 53. edycja tej imprezy. Cykl rozpoczął się w fińskim Levi, 18 listopada 2018 roku, zaś zakończył zawodami w Soldeu w połowie marca. Pierwotnie cykl miał się rozpocząć 3 tygodnie wcześniej w austriackim Sölden, lecz z powodu złych warunków pogodowych zawody postanowiono odwołać. W dniach 4–17 lutego 2019 roku odbyły się mistrzostwa świata w Åre.

## Podium zawodów

### Indywidualnie
| Lp.                               | Data                 | Miejscowość            | Trasa                         | Konkurencja       | 1. Miejsce              | 2. Miejsce            | 3. Miejsce                                               |
| --------------------------------- | -------------------- | ---------------------- | ----------------------------- | ----------------- | ----------------------- | --------------------- | -------------------------------------------------------- |
|                                   | 28 października 2018 | Sölden                 |                               | gigant            | Zawody odwołane.        | Zawody odwołane.      | Zawody odwołane.                                         |
| 1.                                | 18 listopada 2018    | Levi                   | Levi Black                    | slalom            | Marcel Hirscher         | Henrik Kristoffersen  | André Myhrer                                             |
| 2.                                | 24 listopada 2018    | Lake Louise            | Men’s Olympic/East Summit     | zjazd             | Max Franz               | Christof Innerhofer   | Dominik Paris                                            |
| 3.                                | 25 listopada 2018    | Lake Louise            | Men’s Olympic/East Summit     | supergigant       | Kjetil Jansrud          | Vincent Kriechmayr    | Mauro Caviezel                                           |
| 4.                                | 30 listopada 2018    | Beaver Creek           | Birds of Prey/Golden Eagle    | zjazd             | Beat Feuz               | Mauro Caviezel        | Aksel Lund Svindal                                       |
| 5.                                | 1 grudnia 2018       | Beaver Creek           | Birds of Prey/Golden Eagle    | supergigant       | Max Franz               | Mauro Caviezel        | Aksel Lund Svindal Dominik Paris Aleksander Aamodt Kilde |
| 6.                                | 2 grudnia 2018       | Beaver Creek           | Birds of Prey/Golden Eagle    | gigant            | Stefan Luitz            | Marcel Hirscher       | Thomas Tumler                                            |
| 7.                                | 8 grudnia 2018       | Val d’Isère            | Stade Olympique de Bellevarde | gigant            | Marcel Hirscher         | Henrik Kristoffersen  | Matts Olsson                                             |
|                                   | 9 grudnia 2018       | Val d’Isère            |                               | slalom            | Zawody odwołane.        | Zawody odwołane.      | Zawody odwołane.                                         |
| 8.                                | 14 grudnia 2018      | Val Gardena            | Saslong                       | supergigant       | Aksel Lund Svindal      | Christof Innerhofer   | Kjetil Jansrud                                           |
| 9.                                | 15 grudnia 2018      | Val Gardena            | Saslong                       | zjazd             | Aleksander Aamodt Kilde | Max Franz             | Beat Feuz                                                |
| 10.                               | 16 grudnia 2018      | Alta Badia             | Gran Risa                     | gigant            | Marcel Hirscher         | Thomas Fanara         | Alexis Pinturault                                        |
| 11.                               | 17 grudnia 2018      | Alta Badia             | Gran Risa                     | gigant równoległy | Marcel Hirscher         | Thibaut Favrot        | Alexis Pinturault                                        |
| 12.                               | 19 grudnia 2018      | Saalbach-Hinterglemm   | Schneekristall/Zwölfer        | gigant            | Žan Kranjec             | Loïc Meillard         | Mathieu Faivre                                           |
| 13.                               | 20 grudnia 2018      | Saalbach-Hinterglemm   | Schneekristall/Zwölfer        | slalom            | Marcel Hirscher         | Loïc Meillard         | Henrik Kristoffersen                                     |
| 14.                               | 22 grudnia 2018      | Madonna di Campiglio   | Canalone Miramonti            | slalom            | Daniel Yule             | Marco Schwarz         | Michael Matt                                             |
| 15.                               | 28 grudnia 2018      | Bormio                 | Stelvio                       | zjazd             | Dominik Paris           | Christof Innerhofer   | Beat Feuz                                                |
| 16.                               | 29 grudnia 2018      | Bormio                 | Stelvio                       | supergigant       | Dominik Paris           | Matthias Mayer        | Aleksander Aamodt Kilde                                  |
| 17.                               | 1 stycznia 2019      | Oslo                   | –                             | slalom równoległy | Marco Schwarz           | Dave Ryding           | Ramon Zenhäusern                                         |
| 18.                               | 6 stycznia 2019      | Zagrzeb                | Crveni Spust                  | slalom            | Marcel Hirscher         | Alexis Pinturault     | Manuel Feller                                            |
| 19.                               | 12 stycznia 2019     | Adelboden              | Chuenisbärgli                 | gigant            | Marcel Hirscher         | Henrik Kristoffersen  | Thomas Fanara                                            |
| 20.                               | 13 stycznia 2019     | Adelboden              | Chuenisbärgli                 | slalom            | Marcel Hirscher         | Clément Noël          | Henrik Kristoffersen                                     |
| 21.                               | 18 stycznia 2019     | Wengen                 | Männlichen / Lauberhorn       | superkombinacja   | Marco Schwarz           | Victor Muffat-Jeandet | Alexis Pinturault                                        |
| 22.                               | 19 stycznia 2019     | Wengen                 | Lauberhorn                    | zjazd             | Vincent Kriechmayr      | Beat Feuz             | Aleksander Aamodt Kilde                                  |
| 23.                               | 20 stycznia 2019     | Wengen                 | Jungfrau / Männlichen         | slalom            | Clément Noël            | Manuel Feller         | Marcel Hirscher                                          |
| 24.                               | 25 stycznia 2019     | Kitzbühel              | Streif                        | zjazd             | Dominik Paris           | Beat Feuz             | Otmar Striedinger                                        |
| 25.                               | 26 stycznia 2019     | Kitzbühel              | Ganslern                      | slalom            | Clément Noël            | Marcel Hirscher       | Alexis Pinturault                                        |
| 26.                               | 27 stycznia 2019     | Kitzbühel              | Streifalm                     | supergigant       | Josef Ferstl            | Johan Clarey          | Dominik Paris                                            |
| 27.                               | 29 stycznia 2019     | Schladming             | Planai                        | slalom            | Marcel Hirscher         | Alexis Pinturault     | Daniel Yule                                              |
|                                   | 2 lutego 2019        | Garmisch-Partenkirchen |                               | zjazd             | Zawody odwołane.        | Zawody odwołane.      | Zawody odwołane.                                         |
| 3 lutego 2019                     | gigant               | Garmisch-Partenkirchen |                               |                   | Zawody odwołane.        | Zawody odwołane.      | Zawody odwołane.                                         |
| 45. Mistrzostwa Świata 2019 – Åre |                      |                        |                               |                   |                         |                       |                                                          |
| 28.                               | 19 lutego 2019       | Sztokholm              | –                             | slalom równoległy | Ramon Zenhäusern        | André Myhrer          | Marco Schwarz                                            |
| 29.                               | 22 lutego 2019       | Bansko                 | Marc Girardelli / Tomba       | superkombinacja   | Alexis Pinturault       | Marcel Hirscher       | Štefan Hadalin                                           |
|                                   | 23 lutego 2019       | Bansko                 |                               | supergigant       | Zawody odwołane.        | Zawody odwołane.      | Zawody odwołane.                                         |
| 30.                               | 24 lutego 2019       | Bansko                 | Banderiza                     | gigant            | Henrik Kristoffersen    | Marcel Hirscher       | Thomas Fanara                                            |
|                                   | 1 marca 2019         | Kvitfjell              |                               | zjazd             | Zawody odwołane.        | Zawody odwołane.      | Zawody odwołane.                                         |
| 31.                               | 2 marca 2019         | Kvitfjell              | Olympiabakken                 | zjazd             | Dominik Paris           | Beat Feuz             | Matthias Mayer                                           |
| 32.                               | 3 marca 2019         | Kvitfjell              | Olympiabakken                 | supergigant       | Dominik Paris           | Kjetil Jansrud        | Beat Feuz                                                |
| 33.                               | 9 marca 2019         | Kranjska Gora          | Podkoren 3                    | gigant            | Henrik Kristoffersen    | Rasmus Windingstad    | Marco Odermatt                                           |
| 34.                               | 10 marca 2019        | Kranjska Gora          | Podkoren 3                    | slalom            | Ramon Zenhäusern        | Henrik Kristoffersen  | Marcel Hirscher                                          |
| 35.                               | 13 marca 2019        | Soldeu                 | Aliga                         | zjazd             | Dominik Paris           | Kjetil Jansrud        | Otmar Striedinger                                        |
| 36.                               | 14 marca 2019        | Soldeu                 | Aliga                         | supergigant       | Dominik Paris           | Mauro Caviezel        | Vincent Kriechmayr                                       |
| 37.                               | 16 marca 2019        | Soldeu                 | Avet                          | gigant            | Alexis Pinturault       | Marco Odermatt        | Žan Kranjec                                              |
| 38.                               | 17 marca 2019        | Soldeu                 | Avet                          | slalom            | Clément Noël            | Manuel Feller         | Daniel Yule                                              |

### Drużynowy slalom gigant równoległy
| Data          | Miejscowość | 1. Miejsce | 2. Miejsce | 3. Miejsce |
| ------------- | ----------- | ---------- | ---------- | ---------- |
| 15 marca 2019 | Soldeu      | Szwajcaria | Norwegia   | Niemcy     |

## Wyniki reprezentantów Polski
| Zawodnik | Sölden 28.10 | Levi 18.11 | Lake Louise 24.11 | Lake Louise 25.11 | Beaver Creek 30.11 | Beaver Creek 01.12 | Beaver Creek 02.12 | Val d’Isère 08.12 | Val d’Isère 09.12 | Val Gardena 14.12 | Val Gardena 15.12 | Alta Badia 16.12 | Alta Badia 17.12 | Saalbach-Hinterglemm 19.12 | Saalbach-Hinterglemm 20.12 | Madonna di Campiglio 22.12 | Bormio 28.12 | Bormio 29.12 | Oslo 01.01 | Zagrzeb 06.01 | Adelboden 12.01 | Adelboden 13.01 | Wengen 18.01 | Wengen 19.01 | Wengen 20.01 | Kitzbühel 25.01 | Kitzbühel 26.01 | Kitzbühel 27.01 | Schladming 29.01 | Ga-Pa 02.02 | Ga-Pa 03.02 | Sztokholm 19.02 | Bansko 22.02 | Bansko 23.02 | Bansko 24.02 | Kvitfjell 01.03 | Kvitfjell 02.03 | Kvitfjell 03.03 | Kranjska Gora 09.03 | Kranjska Gora 10.03 | Soldeu 13.03 | Soldeu 14.03 | Soldeu 15.03 | Soldeu 16.03 | Soldeu 17.03 |
| Paweł Babicki | —            | –          | –                 | –                 | –                  | –                  | –                  | –                 | —                 | 60                | 56                | –                | –                | –                          | –                          | –                          | dns          | dns          | –          | –             | –               | –               | –            | –            | –            | –               | –               | –               | –                | —           | —           | –               | –            | —            | –            | —               | –               | –               | –                   | –                   | –            | –            | –            | –            | –            |
| Szymon Bębenek | —a           | –          | –                 | –                 | –                  | –                  | –                  | –                 | —                 | –                 | –                 | –                | –                | –                          | –                          | –                          | –            | –            | –          | –             | –               | –               | –            | –            | –            | –               | –               | –               | –                | —           | —           | –               | –            | —            | –            | —               | –               | –               | –                   | –                   | –            | –            | –            | –            | –            |
| Dominik Białobrzycki | —            | –          | –                 | –                 | –                  | –                  | –                  | –                 | —                 | –                 | –                 | –                | –                | –                          | –                          | –                          | –            | –            | –          | dnq45         | –               | –               | –            | –            | –            | –               | –               | –               | –                | —           | —           | –               | –            | —            | –            | —               | –               | –               | –                   | –                   | –            | –            | –            | –            | –            |
| Piotr Habdas | —            | –          | –                 | –                 | –                  | –                  | –                  | –                 | —                 | –                 | –                 | –                | –                | –                          | –                          | –                          | –            | –            | –          | –             | –               | –               | –            | –            | –            | –               | dnf1            | –               | dnf1             | —           | —           | –               | –            | —            | –            | —               | –               | –               | –                   | –                   | –            | –            | –            | –            | –            |
| Michał Jasiczek | —            | dnq51      | –                 | –                 | –                  | –                  | –                  | –                 | —                 | –                 | –                 | –                | –                | –                          | dnf1                       | dnf1                       | –            | –            | –          | –             | –               | –               | –            | –            | dnf1         | –               | –               | –               | –                | —           | —           | –               | –            | —            | –            | —               | –               | –               | –                   | –                   | –            | –            | –            | –            | –            |
| 1-3 4-30bc poniżej 30 dnf – Zawodnik nie ukończył przejazdu. dns – Zawodnik nie wystartował. dsq – Zawodnik został zdyskwalifikowany. dnq – Zawodnik nie zakwalifikował się do drugiego przejazdu, cyfry na górze, pokazują miejsce zajęte przez zawodnika w 1. przejeździe. 1 – Zawodnik nie wystartował, nie ukończył przejazdu lub został zdyskwalifikowany w 1. rundzie. 2 – Zawodnik nie wystartował, nie ukończył przejazdu lub został zdyskwalifikowany w 2. rundzie. – (Nie dotyczy) – Zawody zostały odwołane. |              |            |                   |                   |                    |                    |                    |                   |                   |                   |                   |                  |                  |                            |                            |                            |              |              |            |               |                 |                 |              |              |              |                 |                 |                 |                  |             |             |                 |              |              |              |                 |                 |                 |                     |                     |              |              |              |              |              |
| a Zawodnik został zgłoszony do zawodów, jednak z powodu ich odwołania nie mógł w nich wystartować. b W konkurencjach równoległych punkty zdobywa się za sam udział w rundzie głównej (do 32 zawodników). c Jeśli ogólny czas zawodnika jest większy niż osiem procent czasu zwycięzcy, niezależnie od osiągniętego miejsca, żadne punkty nie będą przyznane. |              |            |                   |                   |                    |                    |                    |                   |                   |                   |                   |                  |                  |                            |                            |                            |              |              |            |               |                 |                 |              |              |              |                 |                 |                 |                  |             |             |                 |              |              |              |                 |                 |                 |                     |                     |              |              |              |              |              |

## Klasyfikacje
| Lp. | Zawodnik                | Punkty |
| --- | ----------------------- | ------ |
| 1.  | Marcel Hirscher         | 1546   |
| 2.  | Alexis Pinturault       | 1145   |
| 3.  | Henrik Kristoffersen    | 1047   |
| 4.  | Dominik Paris           | 950    |
| 5.  | Vincent Kriechmayr      | 739    |
| 6.  | Beat Feuz               | 722    |
| 7.  | Mauro Caviezel          | 696    |
| 8.  | Aleksander Aamodt Kilde | 651    |
| 9.  | Marco Schwarz           | 560    |
| 10. | Manuel Feller           | 558    |

| Lp. | Zawodnik                | Punkty |
| --- | ----------------------- | ------ |
| 1.  | Beat Feuz               | 540    |
| 2.  | Dominik Paris           | 520    |
| 3.  | Vincent Kriechmayr      | 339    |
| 4.  | Aleksander Aamodt Kilde | 284    |
| 5.  | Mauro Caviezel          | 282    |
| 6.  | Christof Innerhofer     | 276    |
| 7.  | Bryce Bennett           | 236    |
| 8.  | Johan Clarey            | 234    |
| 9.  | Max Franz               | 222    |
| 10. | Aksel Lund Svindal      | 200    |

| Lp. | Zawodnik                | Punkty |
| --- | ----------------------- | ------ |
| 1.  | Dominik Paris           | 430    |
| 2.  | Vincent Kriechmayr      | 346    |
| 3.  | Mauro Caviezel          | 324    |
| 4.  | Kjetil Jansrud          | 316    |
| 5.  | Aleksander Aamodt Kilde | 299    |
| 6.  | Matthias Mayer          | 295    |
| 7.  | Aksel Lund Svindal      | 219    |
| 8.  | Johan Clarey            | 200    |
| 9.  | Josef Ferstl            | 197    |
| 10. | Christof Innerhofer     | 191    |

| Lp. | Zawodnik             | Punkty |
| --- | -------------------- | ------ |
| 1.  | Marcel Hirscher      | 680    |
| 2.  | Henrik Kristoffersen | 516    |
| 3.  | Alexis Pinturault    | 469    |
| 4.  | Žan Kranjec          | 344    |
| 5.  | Loïc Meillard        | 313    |
| 6.  | Matts Olsson         | 296    |
| 7.  | Thomas Fanara        | 289    |
| 8.  | Marco Odermatt       | 245    |
| 9.  | Mathieu Faivre       | 239    |
| 10. | Tommy Ford           | 221    |

| Lp. | Zawodnik             | Punkty |
| --- | -------------------- | ------ |
| 1.  | Marcel Hirscher      | 786    |
| 2.  | Clément Noël         | 551    |
| 3.  | Daniel Yule          | 551    |
| 4.  | Ramon Zenhäusern     | 521    |
| 5.  | Henrik Kristoffersen | 516    |
| 6.  | Alexis Pinturault    | 453    |
| 7.  | Marco Schwarz        | 411    |
| 8.  | Manuel Feller        | 388    |
| 9.  | Dave Ryding          | 334    |
| 10. | André Myhrer         | 300    |

| Lp. | Zawodnik              | Punkty |
| --- | --------------------- | ------ |
| 1.  | Alexis Pinturault     | 160    |
| 2.  | Marco Schwarz         | 100    |
| 3.  | Mauro Caviezel        | 90     |
| 4.  | Riccardo Tonetti      | 82     |
| 5.  | Marcel Hirscher       | 80     |
| 5.  | Victor Muffat-Jeandet | 80     |
| 7.  | Štefan Hadalin        | 73     |
| 8.  | Romed Baumann         | 54     |
| 9.  | Vincent Kriechmayr    | 53     |
| 10. | Pawieł Trichiczew     | 47     |